# 연성공
연성공(衍聖公)은 중국의 공작위로, 공자(孔子)의 적손(嫡孫)이 대대로 세습하였던 작위이다.
공자의 자손에 대한 봉작은 처음 진(秦)의 시황제(始皇帝)가 공자의 9세 손인 공부(孔鮒)를 노국문통군(魯國文通君)에 봉하였고, 한(漢)의 고조(高祖)는 공부의 동생 공등(孔騰)을 봉사군(奉祀君)으로 삼았다.
그 뒤, 유교(儒敎)가 전한의 국학(國學)이 되면서 유교를 널리 장려하고 퍼뜨리고자 원제(元帝)는 공자의 13세 손 공패(孔覇)에게 관내후(關內侯)의 작위와 포성군(褒成君)의 칭호를 주었고, 애제(哀帝)는 14세 손 공길(孔吉)을 은소가후(殷紹嘉侯)에 봉했다. 평제(平帝)는 재위 1년에 16세 손 공균(孔均)을 포성후(褒成侯)에 봉하여 이를 세습하게 하였다. 이후 후한(後漢)의 명제(明帝)가 공자의 18세 손 공손(孔損)을 포정후(褒亭侯)에 봉하고, 안제(安帝)가 19세 손 공요(孔曜)를 봉성정후(奉聖亭侯)로 봉한 것을 제외하면 한대에는 모두 포성후라는 작위가 공자의 후손들에게 이어졌다.
이후 위(魏)에서는 종성후(宗聖侯), 진(晋)・송(宋)에서는 봉성정후, 북위(北魏)에서는 숭성후(崇聖侯), 북제(北齊)에서는 공성후(恭聖侯)로 고쳤다. 북주(北周) 때에 추국공(鄒國公)으로 봉호가 격상되고 수나라의 문제(文帝)까지 이어졌으나 양제(煬帝)가 다시 소성후(紹聖侯)로 고쳐 낮추었다.
당나라 초기에는 포성후(褒聖侯)로 봉하였으나 개원(開元) 연간에 공자가 문선왕(文宣王)에 추증되면서 포성후도 다시 공으로 격상되어 문선공(文宣公)이라 불리게 되었다. 북송(北宋) 인종(仁宗)은 1055년에 문선공을 연성공(衍聖公)으로 고쳐 청나라까지 이어지게 되었다.
1935년에 국민당 정부는 청나라의 작위를 폐지하고 연성공을 대성지성선사봉사관(大成至聖先師奉祀官)으로 고쳐, 현재까지 세습되고 있다.

## 같이 보기
- 쿵더청(孔德成)
- 공묘(孔廟)
- 공부(孔府)
- 공림(孔林)